# Anne Morgan (filántropa)
Anne Tracy Morgan (25 de julio de 1873 – 29 de enero de 1952) fue una filántropa estadounidense quién proporcionó suministros y esfuerzos en ayuda a Francia durante y después de las Primera y Segunda Guerra Mundial. Fue educada en su hogar en privado, viajó con frecuencia y creció entre la abundancia que su padre había atesorado.
Fue galardonada con la medalla del National Institute of Social Science en 1915, el mismo año en el que publicó la historia de The American Girl. En 1932 Anne Morgan fue la primera mujer americana en ser nombrada comendador de la Legión de Honor francesa.

## Biografía
Nació el 25 de julio de 1873, hija de John Pierpont Morgan y Frances Louisa Tracy.
En 1903 Anne Morgan se hizo dueña de parte de la "Villa Trianon" cerca de Versalles, Francia, junto con la decoradora y miembro de la jet-set Elsie DeWolfe y la agente de teatro/literaria Elisabeth Marbury. Anne Morgan fue un instrumento en la ayuda de DeWolfe, su amiga cercana, en la promoción de una carrera en la decoración interior. Las tres señoras, conocidas cariñosamente como "El triunvirato de Versalles", mantuvieron un salón famoso en Francia y, en 1903, junto con Ana Vanderbilt, ayudaron a organizar el Colony Club, el primer club social de mujeres en la ciudad de Nueva York y, más adelante, ayudó a crear el exclusivo barrio del "Sutton Place" a lo largo del "East River" de Manhattan. En 1916, Anne Morgan y DeWolfe en una gran parte financiaron a Cole Porter y también, el primer Musical de Broadway, See America First, producido por Marbury.
Entre 1917 y 1921 Anne Morgan residió cerca del frente francés, no lejos de Soissons y del "Chemin des Dames" en Blérancourt, y creó una formidable organización de ayuda, « The American Friends of France  » (los amigos americanos de Francia), empleó a varios cientos de personas a la vez, voluntarios del extranjero y a personal local, financiados en parte con su propio dinero, en parte con la ayuda de una activa red de recaudación de fondos en los Estados Unidos. El AFF fue muy activo en prestar ayuda a los no combatientes, organizando un servicio médico que todavía existe en Soissons, un taller para proporcionar unos muebles básicos a las familias desalojadas de sus viviendas por los bombardeos, un campamento de vacaciones para los niños, y una biblioteca móvil que fue administrada por la biblioteca en Soissons, y así sucesivamente. Anne Morgan volvió en 1939 para ayudar a las personas evacuadas de Soissons.
Entre las amistades de Anne Morgan se incluyeron muchos miembros de la jet-set y celebridades de su tiempo. Su conexión a los individuos por ejemplo del Cole Porter, según lo mencionado anteriormente, permitió que ella compilara un libro de cocina para la caridad. Tituló a este Spécialités de la Maison y fue publicado en 1940 en beneficio al AFF, ofrecía recetas suministradas por figuras culturales de la talla de Pearl S. Buck, Salvador Dalí, y Katharine Hepburn.
Un bloque de viviendas de cuatro plantas de 1921 en el barrio de Sutton Place en el Upper East Side de Manhattan en la ciudad de Nueva York fue donado por Anne Morgan como un regalo a Naciones Unidas en 1972. Actualmente es la residencia oficial de Secretario General de Naciones Unidas.

Anne Morgan murió el 29 de enero de 1952 en Mount Kisco (Nueva York).